# Fatsa
Fatsa este un oraș din Turcia.